# 新世紀エヴァンゲリオン劇場版 Air/まごころを、君に
『新世紀エヴァンゲリオン劇場版 Air/まごころを、君に』（しんせいきエヴァンゲリオンげきじょうばん エアー まごころをきみに、英題：The End of Evangelion）は、1997年7月19日公開のアニメーション映画。『新世紀エヴァンゲリオン』の劇場版で、テレビアニメとは異なる結末を描いた第25話『Air』（エアー）と第26話『まごころを、君に』からなる2部構成である。
通称は「夏エヴァ」、「EOE」。後に公開されたリメイク・リブート作品『ヱヴァンゲリヲン新劇場版』と区別して、「旧劇場版」とも呼ばれる。
全国東映・東急系で公開。
前作『シト新生』の『DEATH』の再修正版『DEATH (TRUE)²』と本作品2話の計3編を合わせた、『新世紀エヴァンゲリオン劇場版 DEATH (TRUE)2 / Air / まごころを、君に』が1998年3月7日に上映された。

## 概要
1995年秋から1996年春まで放送された同テレビアニメシリーズ、碇シンジを中心に主要登場人物の心の中を描いた『新世紀エヴァンゲリオン』の第弐拾伍話と最終話をリメイクし、そのとき作品世界で実際には何が起きていたのかを描いて上映されたものである。本作品をもって『新世紀エヴァンゲリオン』は完結を迎えた。
当初は1997年春公開の『新世紀エヴァンゲリオン劇場版 シト新生』において上映される予定の内容であり、1997年夏には「完全新作の劇場版」が公開される予定であったが、『シト新生』におけるテレビ版リメイク部『REBIRTH』編の制作が間に合わず途中までの公開となり、同年夏に『REBIRTH』編を完成させたものとして本作品が公開されることとなった（詳細は『新世紀エヴァンゲリオン劇場版 シト新生#概要』を参照）。なお、『REBIRTH』編で公開されていた部分についてはアフレコ、SE、BGMの録り直しや、画面上での若干の修正、追加が行われている。
第25話『Air』（エアー）は、劇中BGMに使われているヨハン・ゼバスティアン・バッハ作曲の『管弦楽組曲第3番』の第2曲「G線上のアリア」（Air）から。また第26話『まごころを、君に』は、ダニエル・キイスの著作『アルジャーノンに花束を』が映画化された時の邦題「まごころを君に」から採られた。
前売券は特典でオリジナルポスターが付いたものが発売された。また『新世紀エヴァンゲリオン劇場版 シト新生』の前売券も、未使用の分に限り使用可能な措置がとられている。公開2日前の7月17日には、よみうりホールにてテレビ東京系列試写会が開催された。

## ストーリー

### 第25話 Air（EPISODE:25' Love is destructive.）
NERVによって全ての使徒は倒されたが、一時は無二の友と信じた渚カヲルを第17の使徒・タブリスとして自らの手で殲滅しなければならなかった碇シンジは、精神的に追い詰められ生きようとする意志を失っていた。一方、ゼーレは人類のすべてを単体の生命へ還元し、神のもとへ回帰する人類補完計画=サードインパクトを発動しようとするが、自らが神に近い存在となって妻・碇ユイと再会しようとする碇ゲンドウはこれを拒否し、両者は決裂する。ゼーレはNERVの他支部すべてのMAGIコピーを用いたNERV本部のMAGIへのハッキングを仕掛け、実質的なNERV本部の無力化とEVAの確保を狙うが、ゲンドウは反乱の咎で監禁していた赤木リツコに命じてハッキングを阻止させる。ゼーレは次いで日本政府に「NERVこそが人類を絶滅させようとする陰謀の中心であった」という虚偽の情報を流し、戦略自衛隊（戦自）を動かすことでNERV本部の武力占拠を開始する。
非戦闘員への無条件発砲すら許可される虐殺が繰り広げられ、施設が次々と破壊・占拠されていく中、シンジは戦自隊員に発見されて殺されそうになるが、駆け付けた葛城ミサトに救出される。亡き加持リョウジの遺志を継いでセカンドインパクトの真相を調べていたミサトは、使徒と人類の戦いは「アダム」から生まれた生命と「リリス」から生まれた生命の生存競争であったという事実と、ゼーレの陰謀をシンジに説明し、共にEVA初号機の元へ向かう。しかしミサトは戦自の銃撃からシンジを庇い、シンジに悔いの無いように生きるよう言い残して絶命する。そのころゲンドウは、後事を冬月コウゾウに託し、綾波レイとともにターミナルドグマへと向かうが、そこにはリツコが先回りしていた。MAGIへのハッキングを阻止した際にNERV本部の自爆用隠しコマンドを仕込んでいたリツコは、ゲンドウの夢が叶わんとする寸前でコマンドを起動するが、MAGI3体の全会一致を必要とする自爆決議は自らと同じゲンドウの愛人であった母・赤木ナオコの「女としての部分」を移植された「カスパー」によって否決され、自身もゲンドウに射殺される。
一方、戦自から逃れるため、病室からEVA弐号機のコクピットに移されていた廃人状態の惣流・アスカ・ラングレーは死の恐怖に震えていたが、弐号機のコアに母の魂が取り込まれていることに気付き、復活を遂げて戦自部隊を壊滅させる。アスカと弐号機はゼーレが投入した9体のEVA量産機も倒すが、量産機の再生・復活能力を前に活動限界を迎え、動けなくなったところを鳥葬のように貪られていく。弐号機はアスカの憎悪と憤怒を糧に暴走を始めるが、量産機に止めを刺され完全に沈黙する。
一度はミサトの遺言に心を動かしたシンジであったが、戦自が流し込んだ硬化ベークライトで封印された初号機の姿を前に再度意気消沈し、アスカと弐号機の危機を知らされても何もできずにいた。その時、あたかもシンジを叱咤するかのように無人の初号機がベークライトを割って起動する。初号機に導かれるままに出撃し、意を決して戦場を見据えたシンジの目に映ったものは、弐号機の肉片をついばみながら宙を飛び回る量産機の群れであった。凄惨な光景を目の当たりにしたシンジは、錯乱し絶叫する。

### 第26話 まごころを、君に（ONE MORE FINAL: I need you.）
ゲンドウは自らの右手に移植した第1使徒アダムの肉体と共に、第2使徒リリスの魂をもつレイとの融合を試みるが、レイはそれを拒否し、アダムのみを取り込んでリリスと融合を果たす。リリスはシンジの元に向かうが、シンジの絶望が引き金となり、彼を乗せたEVA初号機を依代として、ゼーレが意図する形でのサードインパクトが始まる。NERV本部が位置するジオフロントは、その真下に埋もれていた「黒き月」ごと浮上し、巨大化したリリスの眼前に移動していく。
リリスからアンチA.T.フィールドが世界中に放たれ、これによって個体の生命体としての姿を保てなくなった人類は次々と液状（L.C.L.）化し、その魂は黒き月に集められていく。初号機はロンギヌスの槍と融合してリリスに取り込まれ、シンジは人類が補完された世界で、自他の内面と向き合う。最後にレイとカヲルに再会し、サードインパクトの行く末を委ねられたシンジは、人類が単体の生命となることを望まず、個々として存在する従来の世界を望む。サードインパクトは中断され、崩壊していくリリスから出現した初号機は、ロンギヌスの槍と共に宇宙の彼方へ飛び去っていく。レイは、誰もがヒトの形に戻れる可能性があることをシンジに告げる。シンジは初号機の核に宿るユイの存在を知り、別れを告げる。
L.C.L.の赤い海から浮上したシンジは、気が付くと白い砂浜に一切の反応を示さないアスカと共に横たわっていた。シンジは補完された世界で最後まで自分を拒絶したアスカの首を絞めていくが、その最中に彼女から頬を撫でられる。アスカの真意に気づき、手を放して嗚咽するシンジに、アスカは「気持ち悪い」と言い放つのであった。

## 実写パート
- 庵野は「あそこで欲しい映像が、セルのアニメーションでは表現できないものに行ってしまった」と語り、もっと現実に近い感じのものが欲しく、現実に一番近いフィルムは実写で、結果として風景や映画館の観客の映像を使うことになった。当時庵野は「色々な人たちが過剰にフィクションにのめり込んで、他者が作った脳内世界に自分の存在を依存し過ぎているのが見ていて怖い感じがした」「とにかく少しでも外界を認めて、自分の尺度で相対的な視野を持って欲しかった」と趣旨を語り、そこで、「観ている人が自分の現実を意識する方法として、鏡を差し出すのもありだろう」「観客の映像は鏡のイメージ」で撮った事を明かした。また、「ビデオにする時は真っ黒の画面にしようと思っていた」「画面が黒いとブラウン管に観ている自分の顔が映るから」とも語った[7]。

- 映画館の撮影は新宿ミラノ座（旧・新宿ミラノ1）[注 4]で撮影された。同じく商店街のシーンがあるが、こちらは千歳烏山駅前で撮影されたもの。

- ファンレターやインターネットの投稿、GAINAX SHOPへの落書きなどは、実際にGAINAXに送られた手紙や電子メール、パソコン通信、ウェブサイトの書き込みを元に、スタッフが作成したものである[9]。

## 劇中使用曲
- BWV1068『管弦楽組曲第3番』より「Air」（『G線上のアリア』） - 第25話挿入曲
- THANATOS -IF I CAN'T BE YOURS- - 第25話終了後のタイトルロールにて使用[注 5]
- THANATOS -IF I CAN'T BE YOURS-（SHORT VERSION） - 第25話エンディングテーマ[注 6]
- Komm, süsser Tod〜甘き死よ、来たれ - 第26話挿入歌
- BWV147『心と口と行いと生活で』より「主よ、人の望みの喜びよ」 - 第26話挿入曲
- BWV147『心と口と行いと生活で』より「主よ、人の望みの喜びよ」（ストリングスバージョン） - 第26話エンディングテーマ[注 7]

## スタッフ
- 企画・原作：GAINAX、庵野秀明
- 総監督：庵野秀明
- 監督・演出：鶴巻和哉（#25）、庵野秀明（#26）
- 製作：角川歴彦（角川書店）、池口頌夫（キングレコード）、山賀博之（ガイナックス）、倉益琢眞（テレビ東京）
- 製作補：中山晴喜（セガ・エンタープライゼス）、高橋豊（東映）
- 脚本：庵野秀明
- キャラクターデザイン：貞本義行（コミック：月刊少年エース連載/角川書店）
- メカニックデザイン：山下いくと、庵野秀明
- エヴァンゲリオンコンセプトデザイン：山下いくと
- エヴァシリーズデザイン：本田雄
- ビジュアルウォーターアーチスト：摩砂雪（#26）
- 絵コンテ：鶴巻和哉（#25）、樋口真嗣（#25・#26）、摩砂雪（#25）、庵野秀明（#26）、甚目喜一（#26）
- キャラクター作画監督：黄瀬和哉（#25）
- メカニック作画監督：本田雄（#25）
- 作画監督：鈴木俊二（#26）、平松禎史（#26）、庵野秀明（#26）
- 作画監督補佐：古川尚哉（#26）、吉成曜（#26）
- 演出助手：大塚雅彦、安藤健
- 特技監督：樋口真嗣（#26特殊制作班）
- 設定デザイン：黄瀬和哉、鶴巻和哉、庵野秀明
- 色彩設定：高星晴美
- 美術監督：加藤浩
- 撮影監督：白井久男
- 音響監督：田中英行
- 音響効果：野口透
- 音楽：鷺巣詩郎
- 編集：三木幸子
- 友情編集：薩川昭夫
- プロデューサー：石川光久、大月俊倫（NC）
- アニメーション制作：Production I.G、GAINAX
- 製作：EVA製作委員会（角川書店、Project Eva.、GAINAX、テレビ東京、セガ・エンタープライゼス、東映）
- 配給：東映

## 解説
劇場版では、テレビシリーズの第弐拾伍話と最終話では語られることのなかった、もう1つのエンディングを映像化している。使徒ではなくヒトの手によるサードインパクトの発動（無への回帰による贖罪と完全な単体生命への進化）を目指すゼーレと、それを阻止しようとするミサトたちの戦い、アダムとリリスの融合によってゼーレとは異なる人類の補完を目指すゲンドウなどが描かれ、戦略自衛隊によるNERV本部への強襲、ゼーレによるエヴァンゲリオン量産機の投入などが、過激な死の描写とともに描かれていく。その一方、テレビシリーズ第弐拾伍話と最終話同様にシンジの精神世界が描かれる。
プロデューサーの大月俊倫は「あまり言うとネタバレになっちゃうんですが（笑）12年前の『エヴァ』では、あの頃の社会状況や庵野さんの内面の問題があったりして、特に劇場版は世界が破滅して、シンジとアスカだけ生き残るという破滅的な形で終わりましたから、あの続きはありえないんですよ」とシンジとアスカのみが生存との製作側の認識を示している。同様に劇場版主題歌「魂のルフラン」の歌詞についての及川眠子へのインタビューでも、「みんな死んじゃうから、というので輪廻をテーマにしたんです」、「魂のルフランはこれで終わりという歌ですから、新しい詞は書きようがないんですね。輪廻を出してしまったら次はないですよ。今度の映画ではみんな死んじゃったんでしょ」、「打ち合わせの時にみんな死んじゃうんですかって（庵野に）聞いたら、次が出来ないように殺しちゃうんです。もう疲れましたからって（笑）」と述べている。
シンジ役の緒方恵美は、ラストシーンについては、庵野監督から「申し訳ないけど、シンジではなく、俺にシンクロしてくれ」「ここだけは俺になってくれ」と言われて、どう演じて良いのか困っていると、その時に監督から求められたのが「初めて自分のことを自分で抱きしめてあげられた瞬間を演じて欲しい」との事だったと明かした。
また、大槻ケンヂとの対談でどういう話（テーマ）なのかと聞かれた際、庵野は「最終的には、いいじゃん、他人がいても、ということですね」と述べている。

## その他
- キャッチコピーは「だから みんな、死んでしまえばいいのに…」「では、あなたは何故、ココにいるの？」「…ココにいても、いいの？」。
- 公開3週目以降、一部の映画館では「角川アニメフェスティバル'97」と題した同時上映形式に移行した（同時上映作品は『スレイヤーズぐれえと』や『天地無用!真夏のイヴ』）。
- 第25話ではEVA初号機のもとへ送り出されたシンジが、「やっぱり来るんじゃなかった……」と呟くセリフになる予定であったが、シンジ役の緒方恵美が「ミサトもアスカも皆も一生懸命に戦っていたのに、それはないでしょう」と庵野に話した結果、「だってエヴァに乗れないんだ。どうしようもないんだ」とのセリフに変更された[13]。
- シンジ役の緒方恵美は、第26話のラストシーンにおけるシンジのアスカへの首絞めは、庵野の知人女性の体験談がモデルであると発言している[14]。また、アスカ役の宮村優子は、庵野から「首を絞められている音を出せ」と言われどんな音か分からず悩んだと回想している[15]。最後のセリフ「気持ち悪い」に関して、当初は「あんたなんかに殺されるのはまっぴらよ」という台詞であったが、リテイクを重ねてもOKが出ず、庵野監督から「もし宮村が一人で寝ていて、窓から知らない男が入ってきて、それに気づかず寝ていて、いつでも襲われるような状況だったにもかかわらず、寝ているところを観ながらオナニーされて…それをされたときに目が覚めたらなんて言う?」と聞かれ、その瞬間に「気持ち悪い」と思い「『気持ち悪い』ですかね」と答えた、との逸話を語っている[16]。
- テレビシリーズで副監督を務めていた摩砂雪は、本作の第26話では「ビジュアルウォーターアーチスト」という役職が充てられている。『新世紀エヴァンゲリオン絵コンテ集』第3巻・第4巻巻末に収録されたインタビューのプロフィールにその経緯が触れられているが、真偽は不明[注 8]。
- 2003年11月27日に発売されたテレビシリーズ版リニューアルDVDの第7巻・第8巻には、映像特典としてそれぞれに第25話・第26話の次回予告が収録されている。
- 「エヴァまつり」[注 9]の一環として、2014年8月25日深夜（8月26日未明）には日本テレビのローカル映画枠『映画天国』で『Air/まごころを、君に TV版』が地上波初放送された。しかし深夜の放送にもかかわらず、一部シーンのカットや差し替えを施し、表現の自主規制による改変箇所の多さや改変後の内容にファンだけでなくクリエイターからも非難の声が上がった[17][18][19][20]。
- フリーライターの廣田恵介は、戦略自衛隊によるネルフ本部での白兵戦シーンについて、アニメ『伝説巨神イデオン』のオマージュであるものと解釈している[21]。

## 劇場版第25話・第26話とビデオ版第25話・第26話
1998年、劇場版BOX（VHS・LD）に先行して発売されたテレビシリーズのビデオ版（VHS・LD）にはテレビシリーズ第弐拾伍話とビデオ版第25話が、最終話とビデオ版第26話が併行して収録された。後に発売されたDVDにはテレビシリーズ第弐拾伍話・最終話とビデオ版第25話・第26話が併行して収録された。このビデオ版第25話・第26話の内容は劇場版第25話・第26話と同じであるが、劇場版とは異なる部分がある。
- テレビシリーズ第弐拾四話の終了後、第弐拾伍話の次回予告の後に第25話「Air」の次回予告がある[注 13][注 14]。
- テレビシリーズに併行して収録された第25話「Air」、第26話「まごころを、君に」はテレビシリーズの第弐拾伍話と最終話の同じ設定を使い、同じテーマを別の展開で描いてリテイクしたもの[22]となるため、オープニングで「劇場版」と表記されていない[注 15]。このため、アイキャッチの時の英語表記は「THE END OF EVANGELION」ではなく「NEON GENESIS EVANGELION」となっている。
- 第25話終了後のスタッフテロップが劇場版とビデオ版では異なる[注 16]。また、バックで流れる「THANATOS -IF I CAN'T BE YOURS-」の曲の長さも異なる[注 17]。
- ビデオ版第25話にはエンディングの後に第26話の次回予告がある[注 18]。
- 挿入歌「Komm, süsser Tod〜甘き死よ、来たれ」が流れる直前のアスカの台詞が劇場版第26話とビデオ版第26話では若干異なる[注 19]。
- 劇場版第26話では「終劇」とクレジットされて幕を閉じるが、ビデオ版第26話では「完」とクレジットされ、本編が終わるとエンディングに移行する[注 20][注 21]。

なお、ビデオ版第25話・第26話は2003年のDVDリニューアルに際してはテレビシリーズ第弐拾伍話と最終話に併行して収録されなくなったが、2015年8月26日に発売されたBlu-ray BOXにVHS・LD版に収録されたビデオ版第25話・第26話がビデオフォーマット版として再収録された。ただし、VHS・LD版、およびリニューアル以前のDVD版の収録内容とは異なり、テレビシリーズ第弐拾伍話と最終話とは同時収録されていない。

## 再上映
- 2014年10月27日と同年10月30日には、第27回東京国際映画祭の企画である「庵野秀明の世界」において本作品と『新世紀エヴァンゲリオン劇場版 DEATH (TRUE)²』を組み合わせた上映時間160分におよぶ作品『新世紀エヴァンゲリオン劇場版 DEATH (TRUE)² / Air / まごころを、君に』がTOHOシネマズ日本橋で上映された[24]。
- 2014年12月20〜31日に開催された新宿ミラノ座閉館記念イベント「新宿ミラノ座より愛をこめて 〜LAST SHOW〜」の上映作品の一つとして、21・25・30日に再上映が行われた。
- 2015年8月28日と同年8月29日には、『新世紀エヴァンゲリオン』Blu-ray BOXの発売を記念して本作品とテレビシリーズ第壱話 - 第拾参話がTOHOシネマズ新宿で同時上映された[25]。
- 2021年1月8日から22日まで、『シン・エヴァンゲリオン劇場版𝄇』の公開に先駆け、『新世紀エヴァンゲリオン劇場版 DEATH (TRUE)² / Air / まごころを、君に』が再上映された。Blu-ray BOX収録のHDマスターを元にしたDCP上映で、本作品の本格的な劇場公開は初上映以来23年ぶりとなる[4]。

## テレビ放送
- 富山テレビ - 1999年12月31日未明1:55より放送[26]。

## リリース
- VHS・LD
  - 新世紀エヴァンゲリオン Genesis 0:13 - 1998年8月12日[注 23]
  - 新世紀エヴァンゲリオン Genesis 0:14 - 1998年9月9日[注 24]
  - 新世紀エヴァンゲリオン劇場版BOX - 1998年12月23日
- DVD
  - 新世紀エヴァンゲリオン Volume 7 - 1999年1月22日[注 25]
  - 新世紀エヴァンゲリオン劇場版 - 1999年9月22日
  - 新世紀エヴァンゲリオン SECOND IMPACT BOX 下巻 - 2001年6月22日[注 26]
  - NEON GENESIS EVANGELION DVD-BOX - 2003年6月25日
  - 劇場版 NEON GENESIS EVANGELION-DEATH (TRUE)2:Air/まごころを君に - 2003年11月27日
  - 劇場版 DTS COLLECTORS Edition - 2004年11月3日
  - NEON GENESIS EVANGELION DVD-BOX〈復刻版〉 - 2007年4月23日
  - NEON GENESIS EVANGELION DVD-BOX '07 EDITION〈廉価版〉 - 2007年8月1日
  - 日テレ限定 新世紀エヴァンゲリオンDVDボックス
- UMD®Video 新世紀エヴァンゲリオン2 造られしセカイ-another cases-10周年記念メモリアルBOX
  - （新世紀エヴァンゲリオン DEATH(TRUE)2・Air/まごころを、君に）
- Blu-ray
  - 新世紀エヴァンゲリオンBlu-ray BOX NEON GENESIS EVANGELION Blu-ray BOX - 2015年8月26日[注 27]
  - 新世紀エヴァンゲリオンBlu-ray BOX STANDARD EDITION NEON GENESIS EVANGELION Blu-ray BOX STANDARD EDITION - 2019年7月24日[注 27]
  - 『新世紀エヴァンゲリオン』＋『ヱヴァンゲリヲン新劇場版』＋『シン・エヴァンゲリオン劇場版』Full Complete Blu-ray BOX - 2025年12月10日発売予定[注 27]
- CD
  - THE END OF EVANGELION（シングル） - 1997年8月1日
  - THE END OF EVANGELION（アルバム） - 1997年9月26日（再発:2004年12月22日）
- 書籍
  - 新世紀エヴァンゲリオン劇場版 フィルムブック「Air」 - 1997年10月
  - 新世紀エヴァンゲリオン劇場版 フィルムブック「まごころを、君に」 - 1997年11月20日
  - 新世紀エヴァンゲリオン フィルムブック リミックス3 - 2000年11月
  - Groundworks of Evangelion The Movie（全2巻） - 2001年10月26日〜2002年1月18日

## 受賞歴
- 第21回日本アカデミー賞 話題賞・作品部門[27]
- 第2回アニメーション神戸会場特別賞[28][29][30][31]
- 第15回ゴールデングロス賞優秀銀賞[32]
- アニメージュ・アニメグランプリ
  - グランプリ 第20回（1997年）[33]